# Fritz Schoen
Fritz Schön oder häufiger Fritz Schoen (geboren 23. April 1871 in Darkehmen in Ostpreußen;  gestorben nach 1951 oder 1952) war ein deutscher Maler, humoristischer Zeichner, Reklamekünstler, Karikaturist und Innenarchitekt.

## Leben und Werk

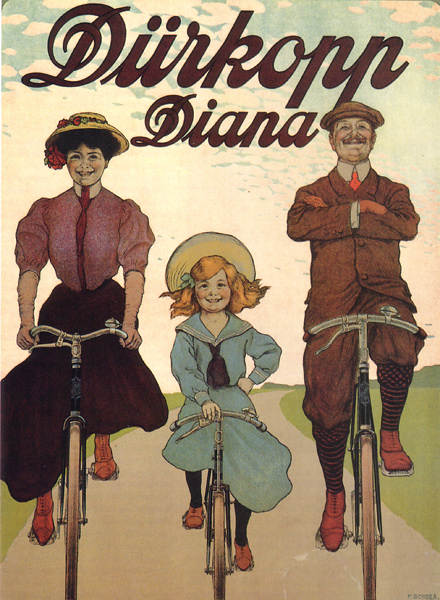
Werbeplakat für Dürkopp-Fahrräder der Marke Diana, um 1910

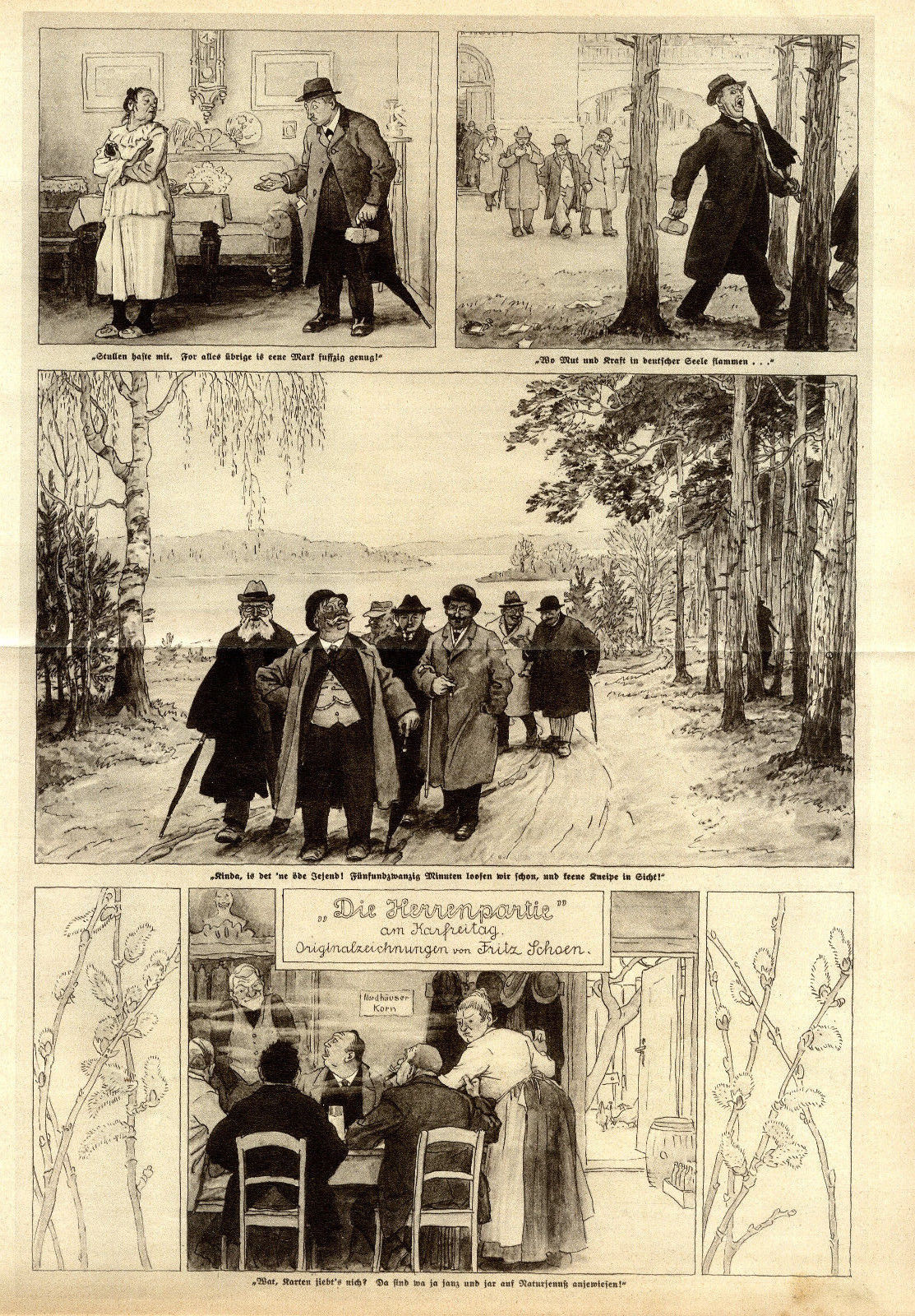
Cartoon-Folge Die Herrenpartie am Karfreitag, 1913

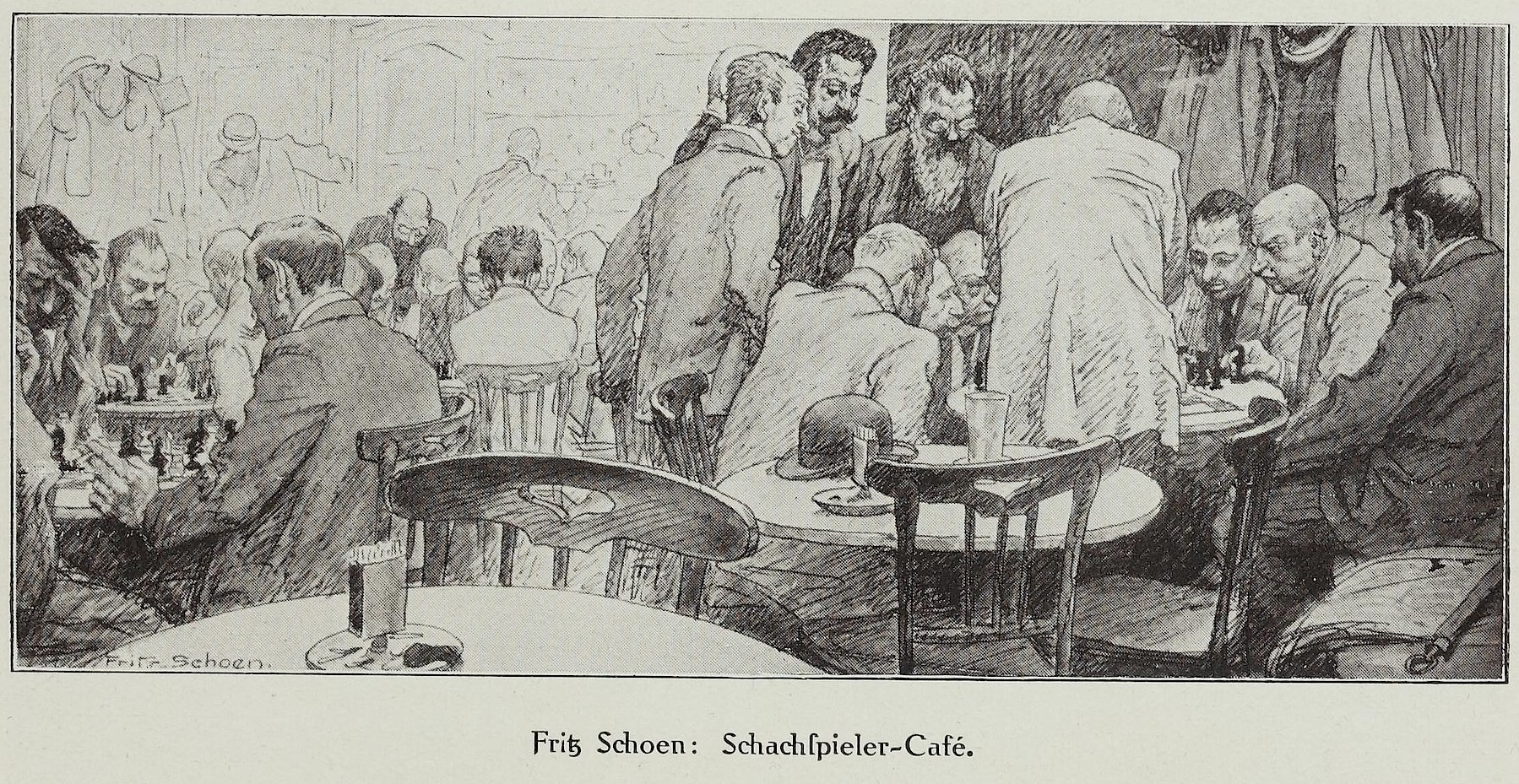
Schachspieler-Café; Katalog der Großen Berliner Kunstausstellung 1914

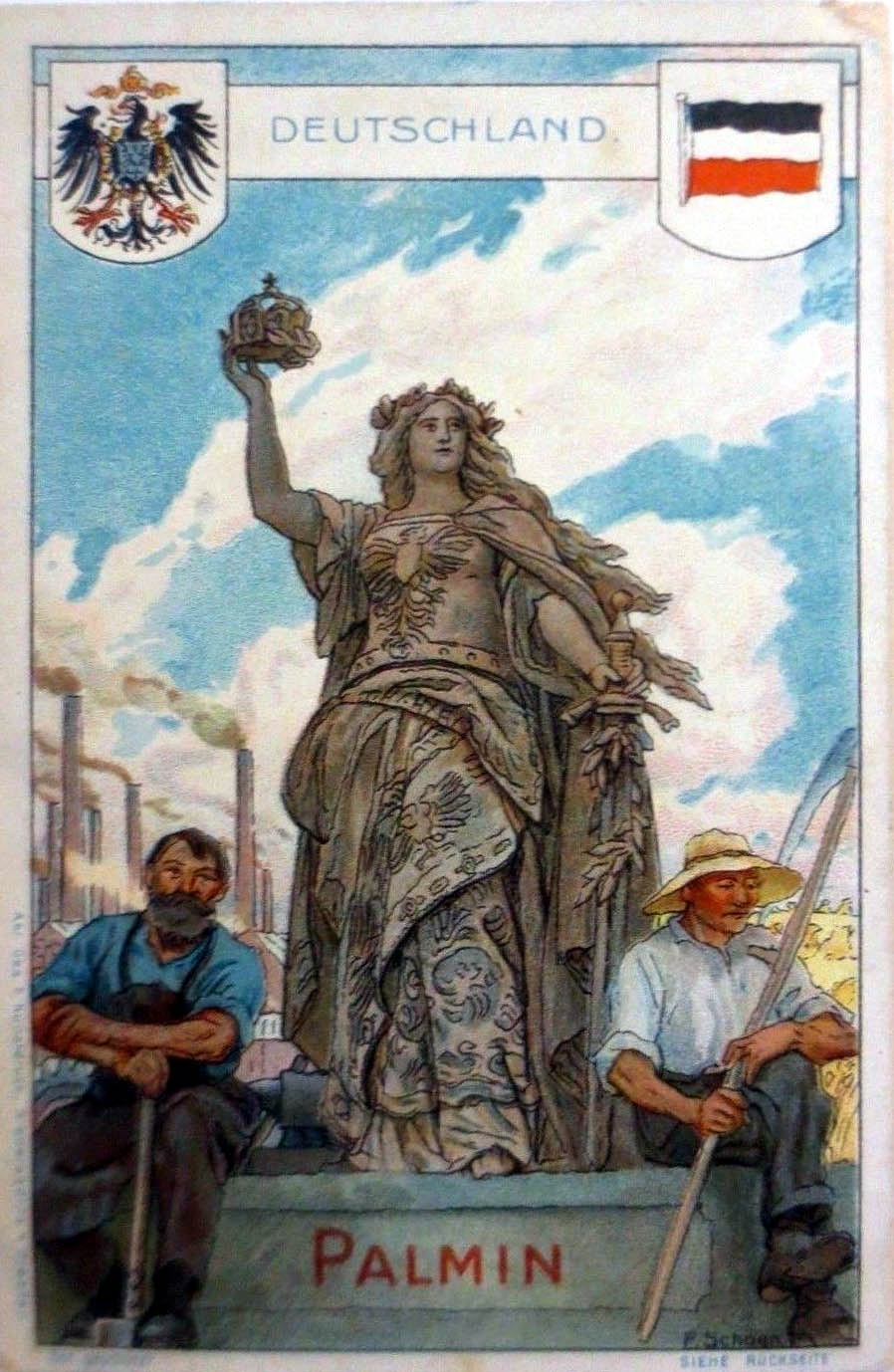
Sammelbild für die Marke Palmin aus der Serie 107: Die Hauptländer Europas, Bild 3: Deutschland

Fritz Schön entwickelte seine künstlerischen Fähigkeiten mutmaßlich autodidaktisch, nach anderen Quellen studierte er in Berlin und in Paris.
Insbesondere an seinem Berliner Tätigkeitsschwerpunkt schuf Schöne zahlreiche, oftmals humorvolle Arbeiten vor allem für die Werbung. Seine Werke wurden als Plakate und insbesondere als werbliche Sammelbilder vervielfältigt.
1912 wurde Schön gemeinsam mit dem Grafiker Heinrich Kley mit dem vom Ullstein Verlag ausgelobten Menzel-Preis für Presseillustrationen ausgezeichnet.

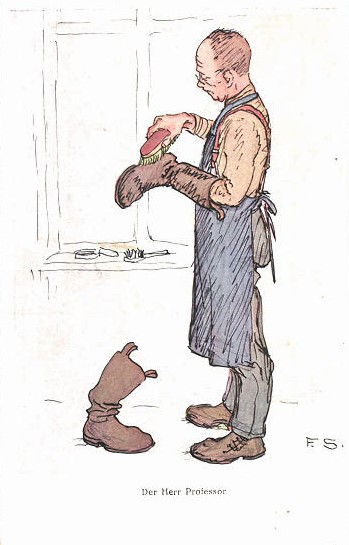
Kriegspostkarte Nr. 2: Der Herr Professor, Künstlersignatur aus dem Monogramm F.S., um 1918

Etwa zur Zeit des Ersten Weltkriegs schuf Schön im Auftrag der in Mannheim ansässigen Firma H. Schlinck & Cie. die Vorlagen für verschiedene, fortlaufend nummerierte Serien von Sammelbildern, die das Markenprodukt Palmin bewarben. Schöns diesbezügliche Vorlagen wurden als Chromolithographien in den Maßen 7,1 cm × 11,1 cm von der in Niedersedlitz bei Dresden angesiedelten Aktiengesellschaft für Kunstdruck reproduziert. Auf Bildpostkarten zum Krieg hingegen thematisierte der Künstler insbesondere die Entfremdung zwischen der Zivilbevölkerung und den an der Front kämpfenden Männern.
Schöns in der Literatur gelegentlich zu findendes Todesdatum 1922 ist irrtümlich auf eine im selben Jahr veranstaltete „Nachlassausstellung“ im Berliner Künstlerhaus zurückzuführen, da Schön damals das Zeichnen aufgab, um ein Geschäft für Innenarchitektur und -ausbau mit angeschlossener Möbel-Fabrikation zu betreiben. Noch in der Nachkriegszeit erschien Schöns Name in diesem Sinne in Berlin-Kreuzberg.

## Presseillustrationen
Presseillustrationen und Darstellungen Schöns konnten bisher in folgenden Publikationen nachgewiesen werden:
- 1910: Katalog der Kunst-Ausstellung auf der Gewerbe-Ausstellung Allenstein 1910[3]
- 1916: Der Welt-Spiegel. Illustrierte Zeitung, Beilage des Berliner Tageblatts vom 30. April 1916[3]
- 1919:
  - Berliner Morgen-Zeitung[2]
  - Berliner Morgen-Zeitung als Beilage in der Illustrierten Familien-Zeitung[2]
  - Beilage der Berliner Volks-Zeitung in der Illustrierten Familien-Zeitung[2]
  - Die Gartenlaube[2]
  - Kladderadatsch[2]
  - Sport im Bild[2]
  - Wachtfeuer. Deutsche Kunstblätter[2]
  - Welt-Echo. Die Wochenschau des In- und Auslandes nach Kladderadatsch[2]
  - Die Woche[2]
  - Velhagen & Klasings Monatshefte, 34. Jg., Bd. II, 1920, S. 313, 319[3]
- 1920:
  - Berliner Lokal-Anzeiger[2]
  - Die Gartenlaube[2]
  - Kladderadatsch[2]
  - Sport im Bild[2]
  - Der Tag als Beilage in der Zeitschrift Bilder vom Tage[2]
  - Die Woche[2]
- 1922:
  - Sport im Bild[2]
  - Die Woche (aus der Nachlassausstellung im Künstlerhaus)[2]
- 1930: Dresslers Kunsthandbuch, Bd. 2[3]